# (1249) Резерфордия
(1249) Резерфордия (лат. Rutherfordia) — астероид внешней части главного пояса, который был обнаружен 4 ноября 1932 года немецким астрономом Карлом Вильгельмом Рейнмутом, работавшим в Гейдельбергской обсерватории. Был назван в честь английского физика, лауреата Нобелевской премии лорда Эрнеста Резерфорда.
Период обращения астероида вокруг Солнца составляет 3,318 года.